# Istruzione in Portogallo
In Portogallo, l'istruzione è obbligatoria dall'età di 6 anni e termina quando l'allievo raggiunge i 18 anni nel 12º anno di scuola (12.º ano de escolaridade).
L'istruzione è divisa in tre parti principali: Ensino básico (la cosiddetta "istruzione di base"), Ensino secundário (istruzione secondaria) e Ensino superior (istruzione superiore).
Il tasso di alfabetizzazione tra gli adulti è del 96% e tra gli studenti delle scuole primarie è vicino al 100%.

## Calendario scolastico

### Educazione di base (elementare) e secondaria
Ogni anno scolastico è diviso in 3 periodi:
1° periodo: ~ dal 10 settembre al 14 dicembre
2° periodo: ~ dal 3 gennaio alle ultime due settimane prima delle vacanze di Pasqua
3° periodo: martedì dopo le vacanze di Pasqua fino a metà giugno

### Educazione superiore
L'istruzione superiore, che non è obbligatoria, è divisa in due semestri.

## Struttura dell'educazione
| Ensino secundário | 12.° ano + Exame 12.° | 12.° ano + Exame 12.° |
| Ensino secundário | 11.° ano              |                       |
| Ensino secundário | 10.° ano              |                       |
| Ensino básico     | 3.° ciclo             | 9.° ano               |
| Ensino básico     | 3.° ciclo             | 8.° ano               |
| Ensino básico     | 3.° ciclo             | 7.° ano               |
| Ensino básico     | 2.° ciclo             | 6.° ano               |
| Ensino básico     | 2.° ciclo             | 5.° ano               |
| Ensino básico     | 1.° ciclo             | 4.° ano               |
| Ensino básico     | 1.° ciclo             | 3.° ano               |
| Ensino básico     | 1.° ciclo             | 2.° ano               |
| Ensino básico     | 1.° ciclo             | 1.° ano               |

## Educazione di base
L'educazione di base è divisa in tre cicli: 1° ciclo (1.º ciclo), 2° ciclo (2.º ciclo) e 3° ciclo (3.º ciclo).

### 1° ciclo
Nel 1° ciclo (1.º ciclo), la valutazione viene effettuata con voti che vanno da "Muito Insuficiente/Não Satisfaz" (Insufficiente/Non soddisfacente) a "Excelente" (Eccellente).
Le materie insegnate sono matematica, portoghese, inglese (LV1), arti visive e attività fisica. L'aiuto allo studio/compiti sono anche lezioni obbligatorie offerte dalle scuole elementari pubbliche.

### Ciclo 2
Dal ciclo 2 in poi, gli studenti sono valutati su una scala non lineare, enumerata da 1 a 5, in cui ogni voto corrisponde a una delle percentuali della tabella sottostante:
| Nota | Percentuali   | Menzioni               |
| ---- | ------------- | ---------------------- |
| 1    | Da 0 % a 19%  | Molto male             |
| 2    | Da 20% a 49%  | Insufficiente/Povero   |
| 3    | Da 50% a 69%  | Soddisfacente          |
| 4    | Da 70% a 89%  | Bene                   |
| 5    | Da 90% a 100% | Molto buono/eccellente |

### Materie insegnate nel 2° ciclo
- Portoghese
- Inglese
- Matematica
- Scienze naturali
- Storia e geografia del Portogallo
- Educazione musicale
- Educazione tecnologica
- Educazione visiva (Arti visive)
- Educazione fisica e sportiva
- Educazione morale e religiosa (corso opzionale)

Si prega di notare che ogni scuola deve offrire un certo numero di ore di aiuto per i compiti.

### Materie insegnate a partire dal ciclo 3
- Portoghese
- Inglese
- 2a lingua straniera (LV2)*
- Matematica
- Scienze naturali
- Fisica/Chimica
- Storia generale e geografia
- Educazione musicale
- Tecnologia dell'informazione e della comunicazione (TIC)
- Educazione visiva (Arti visive)
- Educazione fisica e sportiva
- Educazione morale e religiosa (corso opzionale)

*La seconda lingua straniera è scelta dallo studente e può essere una delle seguenti:
- Spagnolo
- Francese
- Tedesco

## Educazione secondaria

### Insegnamento delle lingue straniere
L'autovalutazione delle competenze linguistiche dei portoghesi nel 2011 mostra che il 27% di loro conosce una lingua straniera, il 21% due lingue straniere e il 12% tre lingue straniere.
Dal 2005, l'insegnamento dell'inglese è obbligatorio dal secondo anno della scuola primaria.
Dal 2° ciclo in poi, l'inglese è quasi universalmente scelto come prima lingua straniera. Altre lingue sono raramente offerte dalle scuole.
Dal 2004, l'apprendimento di una seconda lingua straniera è obbligatorio dal 3° ciclo. Il francese è scelto nella maggior parte dei casi, seguito dallo spagnolo (castigliano). Il tedesco rimane la lingua più antipatica agli alunni.